# O’Brien megye
O’Brien megye az Amerikai Egyesült Államokban, azon belül Iowa államban található. Megyeszékhelye Primghar, legnagyobb városa Sheldon. Lakosainak száma 14 182 fő (2020. április 1.). O’Brien megye Osceola, Cherokee, Lyon, Sioux, Plymouth, Dickinson, Clay és Buena Vista megyékkel határos.

## Népesség
A megye népességének változása:
| Lakosok száma | 14 400 | 14 206 | 14 185 | 14 044 | 13 984 | 14 182 |
|               | 2010   | 2011   | 2012   | 2013   | 2015   | 2020   |